# F-Spot
F-Spot è un gestore di immagini sviluppato per organizzare le foto personali per l'ambiente desktop GNOME.

## Funzionalità
F-Spot mira ad avere un'interfaccia facile da usare, ma allo stesso tempo supporta il tagging delle immagini, la visualizzazione e manipolazione di metadati Exif e XMP.
Sono supportati tutti i formati di file immagine più diffusi inclusi JPEG, PNG, TIFF, DNG e molti formati Raw proprietari (CR2, PEF, ORF, SRF, CRW, MRW and RAF). Altri formati supportati sono GIF, SVG e PPM. Comunque fino al 2008 le immagini Raw non erano modificabili, ma nelle nuove versioni è stata sviluppata l'estensione DevelopInUFRaw che, richiamando UFRaw, permette di importare il file JPEG in F-Spot come nuova versione del file Raw originale.
Le foto possono essere importate direttamente dalla fotocamera digitale. Il driver che permette di interfacciarsi con la fotocamera è gPhoto. L'ambiente desktop GNOME più anche rilevare se una fotocamera o una scheda di memoria è stata collegata al computer e quindi importare le foto direttamente in F-Spot.
Oltre a funzioni di base come ritagliare, ruotare e ridimensionare, sono disponibili altre funzioni avanzate come la rimozione dell'effetto occhi rossi. Le regolazioni di colore possibili sono: luminosità, contrasto, tonalità e temperatura del colore.
È possibile creare PhotoCD selezionando più foto e scegliendo "Esporta su CD" dal menù principale.
Le foto di F-Spot possono essere caricate su servizi di condivisione di foto online come Flickr e Picasa Web Album oltre a piattaforma di gallerie online standalone come Gallery e O.r.i.g.i.n.a.l. F-Spot può anche generare siti web statici con una galleria delle foto desiderate. L'esportazione delle foto, che può avvenire anche sul popolare social network Facebook, consente di ridurre la risoluzione delle foto prima della procedure di upload, in modo da rendere il caricamento sul servizio online più veloce e per adattare le foto al formato usato del servizio (Facebook ad esempio memorizza le foto solo a bassa risoluzione).

## Informazioni tecniche
F-Spot è scritto nel linguaggio di programmazione C# usando Mono.
Il progetto è stato avviato da Ettore Perazzoli mentre adesso è mantenuto da Ruben Vermeersch.
F-Spot è stato il gestore di foto predefinito per molte distribuzioni Linux basate su GNOME, ma con l'affermarsi di Shotwell che non richiedeva il framework Mono (il quale richiedeva diversi megabyte), la maggior parte delle distribuzioni ha iniziato la sostituzione con quest'ultimo. Fedora ha rimpiazzato F-Spot con Shotwell in Fedora 13 e Ubuntu ha seguendo la stessa strada e ha sostituito F-Spot con Shotwell dalla versione 10.10 Maverick Meerkat, al contrario di openSUSE che lo mantiene nella propria installazione predefinita.